# Sherlock Holmes (série télévisée, 1984)
Pour les articles homonymes, voir Sherlock Holmes (série télévisée) et Les Aventures de Sherlock Holmes (homonymie).
Sherlock Holmes est une série télévisée et cinq téléfilms britanniques produits par Michael Cox et June Wyndham-Davies pour Granada Television, et diffusés sur ITV déclinée en quatre saisons sous les intitulés suivants :
- Les Aventures de Sherlock Holmes (The Adventures of Sherlock Holmes) : 13 épisodes (1984-1985) ;
- Le Retour de Sherlock Holmes (The Return of Sherlock Holmes) : 11 épisodes et 2 téléfilms (1986-1988) ;
- Les Archives de Sherlock Holmes (The Case-Book of Sherlock Holmes) : 6 épisodes et 3 téléfilms (1991-1993) ;
- Les Mémoires de Sherlock Holmes (The Memoirs of Sherlock Holmes) : 6 épisodes (1994).

En France, la série a été diffusée à partir du 25 décembre 1988 sur FR3 puis sur TMC.

## Synopsis
Cette série met en scène les exploits du célèbre détective Sherlock Holmes, adaptés des romans et nouvelles d'Arthur Conan Doyle.

## Distribution
- Jeremy Brett (VF : Jacques Thébault[1]) : Sherlock Holmes
- David Burke (VF : Jacques Ebner[1]) : le docteur Watson (1984-1985)
- Edward Hardwicke (VF : Jacques Ebner[1]) : le docteur Watson (1986-1994)
- Rosalie Williams (VF : Lita Recio [le plus fréquemment][1]) : Mme Hudson
- Gayle Hunnicutt : Irène Adler
- Eric Porter : le professeur Moriarty (1985)
- Denis Lill : l'inspecteur Bradstreet (1986-1994)
- Colin Jeavons (VF : René Bériard [principalement][1] et Jean Roche [saison 3]) : l'inspecteur Lestrade (1985-1992)
- Charles Gray (VF : Robert Le Béal [saison 1][1] puis Louis Arbessier [saison 2][1] puis Raoul Delfosse [saison 4][1]) : Mycroft Holmes
- Tom Chadbon (en) (VF : Claude d'Yd[1]) : l'inspecteur Hawkins (1994)

Soulignons la présence de nombreuses guest-stars dans les différents épisodes de la série, qu'ils soient de nationalité britannique ou étrangère. Ces acteurs étaient pour la plupart connus à l'époque du tournage, tandis que d'autres ont joui d'une plus grande notoriété après leur passage dans la série. Certains de ces acteurs avaient déjà joué dans des films de réalisateurs célèbres, tels que Stanley Kubrick (comme Clive Francis, Frank Middlemass), Alfred Hitchcock (Patrick Allen, Jon Finch), John Boorman (Robert Addie, Nicholas Clay), James Ivory (Peter Vaughan, James Wilby), Terry Gilliam, Richard Attenborough ou encore Guy Hamilton pour ne citer que ceux-ci. 
Phyllis Calvert, Ciaran Hinds, Jonathan Hyde, Caroline John, Jude Law et Natasha Richardson sont sans doute les guest-stars de la série les plus connus en France.
Notons la présence de comédiens très renommés en Grande-Bretagne issus du monde du théâtre et (ou) de séries TV : Richard Wilson (One Foot in the Grave) Patricia Hodge (Miranda), James Hazeldine (London's Burning), Oliver Tobias (Arthur of the Britons), Marina Sirtis (Star Trek : La Nouvelle Génération), Kim Thomson (Virtual Murder), Juliet Aubrey (Nick Cutter et les Portes du temps), Hugh Bonneville et Peter Wyngarde (Downtown Abbey), James Purefoy, Ciaran Hinds (série Rome) ou encore Maurice Denham, Peter Guinness, Susannah Harker, Alan Howard, Peter Wyngarde qui ont maintes fois joué sur les planches.
Enfin, plusieurs comédiens en plus de leur participation à un épisode de la série, ont été présents dans une autre adaptation du héros de Conan Doyle : Jeremy Kemp dans Sherlock Holmes attaque l'Orient-Express (rôle du baron von Leinsdorf), Nicholas Clay dans The Hound of the Baskervilles (téléfilm) de Douglas Hickox (rôle de Hugo Baskerville), Caroline John dans la série TV de 1982 The Hound of the Baskervilles (rôle de Laura Lyons). Mais le plus pittoresque demeure la participation de Jude Law (qui apparaît dans l'épisode 3 de la saison 3 intitulé Le Mystère de Shoscombe) car près de vingt ans plus tard, il incarnera lui-même le Dr. Watson dans Sherlock Holmes (2009) et Sherlock Holmes : Jeux d'ombres (2011) de Guy Ritchie.

## Épisodes
L'œuvre a été produite en quatre séries différentes, de 1984 à 1994,.
Un redécoupage a été opéré par Granada à l'occasion de la sortie DVD en 2006 : les deux saisons des Aventures de Sherlock Holmes et du Retour de Sherlock Holmes ont été fusionnées chacune en une seule, et les deux séries suivantes renommées saisons 3 et 4, le tout regroupé sous le titre générique Sherlock Holmes.
Les titres français ci-dessous sont ceux utilisés lors de la première diffusion sur FR3, le titre alternatif de la version DVD, étant éventuellement indiqué en second.

### Les Aventures de Sherlock Holmes(1984-1985)
1. Un scandale en Bohême (A Scandal in Bohemia)
2. Les Hommes dansants (The Dancing Men)
3. Le Traité naval (The Naval Treaty)
4. La Jolie Cycliste (The Solitary Cyclist) ou La Cycliste solitaire
5. Le Bossu (The Crooked Man) ou Le Tordu
6. Le Ruban moucheté (The Speckled Band)
7. L'Escarboucle bleue (The Blue Carbuncle)
8. Les Hêtres rouges (The Copper Beeches)
9. L'Interprète (The Greek Interpreter) ou L'Interprète grec
10. Le Promoteur (The Norwood Builder) ou L'Entrepreneur de Norwood
11. Malade à domicile (The Resident Patient) ou Le Pensionnaire en traitement
12. Les Têtes rouges (The Red-Headed League) ou La Ligue des rouquins
13. Le Dernier Problème (The Final Problem)

### Le Retour de Sherlock Holmes(1986-1988)
1. Le Retour (The Empty House) ou La Maison vide
2. Le Mystère d'Abbey Grange (The Abbey Grange) ou Le Manoir de l'Abbaye
3. Le Rituel Musgrave (The Musgrave Ritual) ou Le Rituel des Musgrave
4. La Deuxième Tache (The Second Stain)
5. L'Homme à la lèvre tordue (The Man with the Twisted Lip)
6. L'École du Prieuré (The Priory School)
7. Les Six Napoléons (The Six Napoleons)
8. Le Signe des quatre (The Sign of Four) - téléfilm, 103 minutes
9. L'Aventure du pied du diable (The Devil's Foot)
10. Flamme d'Argent (Silver Blaze)
11. L'Aventure de Wisteria Lodge (Wisteria Lodge)
12. Les Plans du Bruce-Partington (The Bruce-Partington Plans)
13. Le Chien des Baskerville (The Hound of the Baskervilles) - téléfilm, 105 minutes

### Les Archives de Sherlock Holmes(1991-1993)
1. La Disparition de Lady Frances Carfax (The Disappearance of Lady Frances Carfax)
2. L'Énigme de Thor Bridge (The Problem of Thor Bridge) ou Le Problème du pont de Thor
3. Le Mystère de Shoscombe (Shoscombe Old Place) ou L'Aventure de Shoscombe Old Place
4. Le Mystère de la vallée (The Boscombe Valley Mystery) ou Le Mystère du val Boscombe
5. L'Illustre Client (The illustrious Client)
6. Le Mystère de l'anthropoïde (The Creeping Man) ou L'Homme qui grimpait
7. Le Maître-chanteur d'Appledore (The Master Blackmailer) ou Charles Auguste Milverton - téléfilm, 102 minutes
8. Le Vampire de Lamberley (The Last Vampyre) ou Le Vampire du Sussex - téléfilm, 102 minutes
9. Le Mystère de Glavon Manor (The Eligible Bachelor) ou Un aristocrate célibataire - téléfilm, 104 minutes

### Les Mémoires de Sherlock Holmes(1994)
1. L’Affaire des pignons (The Three Gables) ou Les Trois Pignons
2. L’Aventure du détective agonisant (The Dying Detective) ou Le Détective agonisant
3. Le Pince-nez en or (The Golden Pince-Nez)
4. Le Cercle rouge (The Red Circle) ou L'Aventure du cercle rouge
5. La Pierre Mazarin ou La Mazarine (The Mazarin Stone) ou La Pierre de Mazarin
6. La Boîte en carton (The Cardboard Box)

## Commentaires
- Cette série est considérée par les critiques comme l'adaptation la plus proche de l'œuvre de Conan Doyle, non en termes de scénario, mais en termes d'interprétation du personnage principal par le comédien Jeremy Brett, dont la mort prématurée empêcha de finir cette adaptation des soixante aventures du « Canon holmésien ». Un soin particulier a été apporté dans cette série pour les décors, les costumes et les rôles de figuration permettant la reconstitution de l'atmosphère de l'époque.

- Le Mystère de Glavon Manor (épisode 35) mélange deux histoires différentes : Un aristocrate célibataire et La Pensionnaire voilée. C'est également le cas pour La Pierre de Mazarin (épisode 40) qui reprend les nouvelles La Pierre de Mazarin et Les Trois Garrideb.

- Parmi les soixante aventures du « canon holmésien », dix-sept n'ont pas été adaptées :
  1. Une étude en rouge (1887), relatant la rencontre entre Holmes et Watson, antérieure au Scandale en Bohême ;
  2. Une affaire d'identité (1891) ;
  3. Les Cinq Pépins d'orange (1891) (bien que mentionnée dans l'épisode L'Aventure de Wisteria Lodge) ;
  4. Le Pouce de l'ingénieur (1892) ;
  5.  Le Diadème de béryls (1892) ;
  6. La Figure jaune (1893) ;
  7. L'Employé de l'agent de change (1893) ;
  8. Le Gloria Scott (1893) (bien que mentionnée dans l'épisode Le Vampire de Lamberley) ;
  9.  Les Propriétaires de Reigate (1893) ;
  10.  Peter le Noir (1904) ;
  11.  Les Trois Étudiants (1904) ;
  12.  Le Trois-quart manquant (1904) ;
  13.  La Vallée de la peur (1915) ;
  14. Son dernier coup d'archet (1917) ;
  15.  Le Soldat blanchi (1926) ;
  16.  La Crinière du lion (1926) ;
  17. Le Marchand de couleurs retiré des affaires (1926).